# 长崎县立佐世保商科短期大学
长崎县立佐世保商科短期大学（日语：／ Nagasaki Kenritsu Sasebo Shōka Tanki Daigaku *）是过去一所位于日本长崎县佐世保市的公立短期大学。

## 概要

### 简介
- 短期大学为于1951年开办[1]、由学长崎县经营。招生到1955年、停办于1957年

### 历史
- 1951年 长崎县立佐世保商科短期大学成立并同时设置一个学科即商科、分离为两个课程以下列举[1]。
  - 第一部
  - 第二部
- 1955年 招生最后、次年停止招生（以后合并为长崎县立短期大学、招生到1966年[1]）。

## 学校环境
- 校区：在了长崎县佐世保市[注 1]

## 组织

### 学科
- 商科
  - 第一部
  - 第二部

### 专科
| - 没有 |

### 业余课程
| - 没有 |

## 相关链接
- 日本短期大学列表